# Croatie aux Jeux olympiques d'été de 2012
La Croatie participe aux Jeux olympiques d'été de 2012 à Londres au Royaume-Uni du 27 juillet au 12 août 2012. Il s'agit de sa 6e participation à des Jeux olympiques d'été.

## Médaillés
| Sport                   | Discipline              | Athlète(s) | Performance        | Date               |
| Médailles d'or : 3      | Médailles d'or : 3      | Médailles d'or : 3 | Médailles d'or : 3 | Médailles d'or : 3 |
| ----------------------- | ----------------------- | --- | ------------------ | ------------------ |
| Athlétisme              | Lancer du disque femmes | Sandra Perković | 69,11 m (RN)       | 4 août             |
| Tir                     | Trap hommes             | Giovanni Cernogoraz | 146 (ROFE)         | 6 août             |
| Water-polo              | Tournoi masculin        | Josip Pavić Damir Burić Miho Bošković Nikša Dobud Maro Joković Petar Muslim Ivan Buljubašić Andro Bušlje Sandro Sukno Samir Barač Igor Hinić Paulo Obradović Frano Vićan                                    | 8 - 6              | 12 août            |
| Médailles d'argent : 1  |                         | |                    |                    |
| Aviron                  | Quatre de couple hommes | David Šain Martin Sinković Damir Martin Valent Sinković | 5 min 44 s 78      | 3 août             |
| Médailles de bronze : 2 |                         | |                    |                    |
| Handball                | Tournoi masculin        | Venio Losert Ivano Balić Domagoj Duvnjak Blaženko Lacković Marko Kopljar Igor Vori Jakov Gojun Zlatko Horvat Drago Vuković Damir Bičanić Denis Buntić Mirko Alilović Manuel Štrlek Ivan Čupić Ivan Ninčević | 33 - 26            | 12 août            |
| Taekwondo               | Moins de 49 kg femmes   | Lucija Zaninović | 6 - 5              | 8 août             |

| Sport      |   |   |   | Total |
| Athlétisme | 1 | - | - | 1     |
| Aviron     | - | 1 | - | 1     |
| Handball   | - | - | 1 | 1     |
| Taekwondo  | - | - | 1 | 1     |
| Tir        | 1 | - | - | 1     |
| Water-polo | 1 | - | - | 1     |
| Total      | 3 | 1 | 2 | 6     |

## Aviron
Hommes
| Athlète                                                 | Compétition      | Séries        | Séries | Repêchage | Repêchage | Quarts de finale | Quarts de finale | Demi-finales            | Demi-finales | Finales                  | Finales |
| Athlète                                                 | Compétition      | Temps         | Rang   | Temps     | Rang      | Temps            | Rang             | Temps                   | Rang         | Temps                    | Rang    |
| ------------------------------------------------------- | ---------------- | ------------- | ------ | --------- | --------- | ---------------- | ---------------- | ----------------------- | ------------ | ------------------------ | ------- |
| Mario Vekić                                             | Skiff            | 7 min 02 s 63 | 2e     | –         | –         | 7 min 05 s 78    | 4e               | 7 min 33 s 51 (1/2 C/D) | 1er          | 7 min 27 s 60 (finale C) | 3e      |
| Damir Martin David Šain Martin Sinković Valent Sinković | Quatre de couple |               |        |           |           | NC               | NC               |                         |              |                          |         |

## Basket-ball

### Tournoi féminin
Classement
| no | Équipe             | Pts | GP | P | PP | PC | Diff |
| -- | ------------------ | --- | -- | - | -- | -- | ---- |
| 1  | Angola             |     |    |   |    |    |      |
| 2  | Chine              |     |    |   |    |    |      |
| 3  | États-Unis         |     |    |   |    |    |      |
| 4  | République tchèque |     |    |   |    |    |      |
| 5  | Croatie            |     |    |   |    |    |      |
| 6  | Turquie            |     |    |   |    |    |      |

|  | Qualifié pour les quarts de finale                                                                        |
|  | Pts points ; G victoires ; P défaites PP points marqués ; PC points encaissés ; Diff différence de points |

Matchs
| 28 juillet   | États-Unis | - | Croatie | Basketball Arena, Londres |
| 16 h 45 CEST |            |   |         |                           |

| 30 juillet  | Croatie | - | Chine | Basketball Arena, Londres |
| 9 h 00 CEST |         |   |       |                           |

| 1er août     | Croatie | - | République tchèque | Basketball Arena, Londres |
| 20 h 00 CEST |         |   |                    |                           |

| 3 août      | Angola | - | Croatie | Basketball Arena, Londres |
| 9 h 00 CEST |        |   |         |                           |

| 5 août       | Croatie | - | Turquie | Basketball Arena, Londres |
| 20 h 00 CEST |         |   |         |                           |

## Cyclisme

### Cyclisme sur route
En cyclisme sur route, la Croatie a qualifié deux hommes et aucune femme.
| Athlète           | Compétition            | Temps         | Rang |
| ----------------- | ---------------------- | ------------- | ---- |
| Kristijan Đurasek | Course en ligne hommes | 5 min 46 s 37 | 68e  |
| Radoslav Rogina   | Course en ligne hommes | 5 min 46 s 37 | 41e  |

## Escrime
Hommes
| Athlète         | Compétition        | 1/32 de finale   | 1/16 de finale   | 1/8 de finale    | Quarts de finale | Demi-finales     | Finale           | Finale |
| Athlète         | Compétition        | Adversaire Score | Adversaire Score | Adversaire Score | Adversaire Score | Adversaire Score | Adversaire Score | Rang   |
| --------------- | ------------------ | ---------------- | ---------------- | ---------------- | ---------------- | ---------------- | ---------------- | ------ |
| Bojan Jovanović | Fleuret individuel | Gomez (MEX)      |                  |                  |                  |                  |                  |        |

## Gymnastique

### Artistique
Hommes
| Athlète   | Compétition | Appareils | Appareils | Appareils | Appareils | Appareils | Appareils | Qualification | Qualification | Appareils | Appareils | Appareils | Appareils | Appareils | Appareils | Finale | Finale |
| Athlète   | Compétition | S         | CA        | A         | SC        | BP        | BF        | Total         | Rang          | S         | CA        | A         | SC        | BP        | BF        | Total  | Rang   |
| --------- | ----------- | --------- | --------- | --------- | --------- | --------- | --------- | ------------- | ------------- | --------- | --------- | --------- | --------- | --------- | --------- | ------ | ------ |
| Filip Ude | Individuel  |           |           |           |           |           |           |               |               |           |           |           |           |           |           |        |        |

Femmes
| Athlète    | Compétition | Appareils | Appareils | Appareils | Appareils | Qualification | Qualification | Appareils | Appareils | Appareils | Appareils | Finale | Finale |
| Athlète    | Compétition | S         | SC        | BA        | P         | Total         | Rang          | S         | SC        | BA        | P         | Total  | Rang   |
| ---------- | ----------- | --------- | --------- | --------- | --------- | ------------- | ------------- | --------- | --------- | --------- | --------- | ------ | ------ |
| Tina Erceg | Individuel  |           |           |           |           |               |               |           |           |           |           |        |        |

## Handball

### Tournoi masculin
Classement
| no | Équipe       | Pts | G | N | P | PP  | PC  | Diff |
| -- | ------------ | --- | - | - | - | --- | --- | ---- |
| 1  | Croatie      | 10  | 5 | 0 | 0 | 150 | 109 | +41  |
| 2  | Danemark     | 8   | 4 | 0 | 1 | 124 | 129 | -5   |
| 3  | Espagne      | 6   | 3 | 0 | 2 | 140 | 126 | +14  |
| 4  | Hongrie      | 4   | 2 | 0 | 3 | 114 | 128 | -14  |
| 5  | Serbie       | 2   | 1 | 0 | 4 | 120 | 131 | -11  |
| 6  | Corée du Sud | 0   | 0 | 0 | 5 | 115 | 140 | -25  |

|  | Qualifié pour les quarts de finale                                                                             |
|  | Éliminé |
|  | Pts points ; G victoires ; N nuls ; P défaites BP buts marqués ; BC buts encaissés ; Diff différence de points |

Matchs
| 29 juillet 11 h 15 | Croatie | 31 - 21  | Corée du Sud | Copper Box, Londres Affluence : 4 068 Arbitrage : C. M. Marina, D. L. Minore |
| 29 juillet 11 h 15 | Čupić 8 | (14 - 8) | Yik-Yeong 5  | Copper Box, Londres Affluence : 4 068 Arbitrage : C. M. Marina, D. L. Minore |
| 29 juillet 11 h 15 | ×1 ×4   | Rapport  | ×2 ×6        | Copper Box, Londres Affluence : 4 068 Arbitrage : C. M. Marina, D. L. Minore |

| 31 juillet 16 h 15 | Serbie  | 23 - 31  | Croatie | Copper Box, Londres Affluence : 4 827 Arbitrage : V. Horáček, J. Novotný |
| 31 juillet 16 h 15 | Vujin 6 | (9 - 13) | Čupić 8 | Copper Box, Londres Affluence : 4 827 Arbitrage : V. Horáček, J. Novotný |
| 31 juillet 16 h 15 | ×4 ×3   | Rapport  | ×3 ×4   | Copper Box, Londres Affluence : 4 827 Arbitrage : V. Horáček, J. Novotný |

| 2 août 14 h 30 | Croatie | 26 - 19  | Hongrie         | Copper Box, Londres Affluence : 4 950 Arbitrage : K. Abrahamsen, A. Kristiansen |
| 2 août 14 h 30 | Čupić 7 | (11 - 9) | Császár, Nagy 4 | Copper Box, Londres Affluence : 4 950 Arbitrage : K. Abrahamsen, A. Kristiansen |
| 2 août 14 h 30 | ×3 ×6   | Rapport  | ×3 ×2           | Copper Box, Londres Affluence : 4 950 Arbitrage : K. Abrahamsen, A. Kristiansen |

| 4 août 16 h 15 | Croatie                 | 32 - 21  | Danemark           | Copper Box, Londres Affluence : 4 800 Arbitrage : N. Lazaar, L. Reveret |
| 4 août 16 h 15 | Duvnjak, Vori, Horvat 5 | (14 - 9) | Eggert, Lindberg 5 | Copper Box, Londres Affluence : 4 800 Arbitrage : N. Lazaar, L. Reveret |
| 4 août 16 h 15 | ×3 ×2                   | Rapport  | ×3                 | Copper Box, Londres Affluence : 4 800 Arbitrage : N. Lazaar, L. Reveret |

| 6 août 19 h 30 | Espagne                | 25 - 30   | Croatie           | Copper Box, Londres Affluence : 4 856 Arbitrage : L. Geipel, M. Helbig |
| 6 août 19 h 30 | González, Entrerríos 5 | (10 - 11) | Lacković, Čupić 7 | Copper Box, Londres Affluence : 4 856 Arbitrage : L. Geipel, M. Helbig |
| 6 août 19 h 30 | ×3                     | Rapport   | ×4 ×2             | Copper Box, Londres Affluence : 4 856 Arbitrage : L. Geipel, M. Helbig |

Quart de Finale
| 8 août 21 h 30 | Croatie | 25 - 23   | Tunisie            | Basketball Arena, Londres Affluence : 9 578 Arbitrage : C. M. Marina, D. L. Minore |
| 8 août 21 h 30 | Čupić 8 | (11 - 12) | Alouini, Jallouz 4 | Basketball Arena, Londres Affluence : 9 578 Arbitrage : C. M. Marina, D. L. Minore |
| 8 août 21 h 30 | ×2 ×3   | Rapport   | ×4 ×5 ×1           | Basketball Arena, Londres Affluence : 9 578 Arbitrage : C. M. Marina, D. L. Minore |

Demi-Finale
| 10 août 20 h 30 | France                      | 25 - 22   | Croatie  | Basketball Arena, Londres Affluence : 9 849 Arbitrage : K. Abrahamsen, A. Kristiansen |
| 10 août 20 h 30 | Narcisse, Honrubia, Abalo 4 | (12 - 10) | Horvat 6 | Basketball Arena, Londres Affluence : 9 849 Arbitrage : K. Abrahamsen, A. Kristiansen |
| 10 août 20 h 30 | ×4 ×2                       | Rapport   | ×4 ×2    | Basketball Arena, Londres Affluence : 9 849 Arbitrage : K. Abrahamsen, A. Kristiansen |

Match pour la Médaille de Bronze 
| 12 août 11 h 00 | Hongrie    | 26 - 33   | Croatie | Basketball Arena, Londres Affluence : 9 263 Arbitrage : V. Horáček, J. Novotný |
| 12 août 11 h 00 | Harsányi 7 | (14 - 19) | Čupić 8 | Basketball Arena, Londres Affluence : 9 263 Arbitrage : V. Horáček, J. Novotný |
| 12 août 11 h 00 | ×4         | Rapport   | ×3      | Basketball Arena, Londres Affluence : 9 263 Arbitrage : V. Horáček, J. Novotný |

### Tournoi féminin
Classement
| no | Équipe          | Pts | G | N | P | BP | BC | Diff |
| -- | --------------- | --- | - | - | - | -- | -- | ---- |
| 1  | Angola          |     |   |   |   |    |    |      |
| 2  | Brésil          |     |   |   |   |    |    |      |
| 3  | Croatie         |     |   |   |   |    |    |      |
| 4  | Grande-Bretagne |     |   |   |   |    |    |      |
| 5  | Monténégro      |     |   |   |   |    |    |      |
| 6  | Russie          |     |   |   |   |    |    |      |

|  | Qualifié pour les quarts de finale                                                                             |
|  | Pts points ; G victoires ; N nuls ; P défaites BP buts marqués ; BC buts encaissés ; Diff différence de points |

Matchs
| 28 juillet | Croatie | - | Brésil | Copper Box, Londres |
| 14 h 30    |         |   |        |                     |

| 30 juillet | Angola | - | Croatie | Copper Box, Londres |
| 9 h 30     |        |   |         |                     |

| 1er août | Russie | - | Croatie | Copper Box, Londres |
| 21 h 15  |        |   |         |                     |

| 3 août  | Croatie | - | Monténégro | Copper Box, Londres |
| 14 h 30 |         |   |            |                     |

| 5 août  | Croatie | - | Grande-Bretagne | Copper Box, Londres |
| 16 h 15 |         |   |                 |                     |

## Judo
| Athlète              | Compétition           | 1/32 de finale      | 1/16 de finale      | 1/8 de finale       | Quarts de finale    | Demi-finales        | Repêchage 1         | Repêchage 2         | Finale              | Finale |
| Athlète              | Compétition           | Adversaire Résultat | Adversaire Résultat | Adversaire Résultat | Adversaire Résultat | Adversaire Résultat | Adversaire Résultat | Adversaire Résultat | Adversaire Résultat | Rang   |
| -------------------- | --------------------- | ------------------- | ------------------- | ------------------- | ------------------- | ------------------- | ------------------- | ------------------- | ------------------- | ------ |
| Tomislav Marijanović | Moins de 81 kg hommes |                     |                     |                     |                     |                     |                     |                     |                     |        |
| Marijana Mišković    | Moins de 63 kg femmes | NC                  |                     |                     |                     |                     |                     |                     |                     |        |

## Tennis de table
Hommes
| Athlète        | Compétition | Tour préliminaire | 1er tour         | 2e tour          | 3e tour          | 4e tour          | Quarts de finale | Demi-finales     | Finale           | Finale |
| Athlète        | Compétition | Adversaire Score  | Adversaire Score | Adversaire Score | Adversaire Score | Adversaire Score | Adversaire Score | Adversaire Score | Adversaire Score | Rang   |
| -------------- | ----------- | ----------------- | ---------------- | ---------------- | ---------------- | ---------------- | ---------------- | ---------------- | ---------------- | ------ |
| Andrej Gaćina  | Simple      |                   |                  |                  |                  |                  |                  |                  |                  |        |
| Zoran Primorac | Simple      |                   |                  |                  |                  |                  |                  |                  |                  |        |

Femmes
| Athlète         | Compétition | Tour préliminaire | 1er tour         | 2e tour          | 3e tour          | 4e tour          | Quarts de finale | Demi-finales     | Finale           | Finale |
| Athlète         | Compétition | Adversaire Score  | Adversaire Score | Adversaire Score | Adversaire Score | Adversaire Score | Adversaire Score | Adversaire Score | Adversaire Score | Rang   |
| --------------- | ----------- | ----------------- | ---------------- | ---------------- | ---------------- | ---------------- | ---------------- | ---------------- | ---------------- | ------ |
| Cornelia Molnar | Simple      |                   |                  |                  |                  |                  |                  |                  |                  |        |
| Tian Yuan       | Simple      |                   |                  |                  |                  |                  |                  |                  |                  |        |

## Tir
Hommes
| Athlète             | Compétition                  | Qualification | Qualification | Finale | Finale        |
| Athlète             | Compétition                  | Points        | Rang          | Points | Rang          |
| ------------------- | ---------------------------- | ------------- | ------------- | ------ | ------------- |
| Giovanni Cernogoraz | Trap                         | 122           | 6e            | 146    | médaille d'or |
| Bojan Đurković      | Carabine à 10 m air comprimé | 590           | 36e           | NC     | NC            |
| Bojan Đurković      | Carabine à 50 m 3 positions  | 1152          | 35e           | NC     | NC            |
| Bojan Đurković      | Carabine à 50 m tir couché   | 595           | 8e            | 698.0  | 7e            |
| Anton Glasnović     | Trap                         | 122           | 5e            | 143    | 6e            |
| Anton Glasnović     | Double trap hommes           | 114           | 23e           | NC     | NC            |
| Petar Gorša         | Carabine à 10 m air comprimé | 586           | 43e           | NC     | NC            |

Femmes
| Athlète         | Compétition                  | Qualification | Qualification | Finale | Finale |
| Athlète         | Compétition                  | Points        | Rang          | Points | Rang   |
| --------------- | ---------------------------- | ------------- | ------------- | ------ | ------ |
| Snježana Pejčić | Carabine à 10 m air comprimé | 395           | 18e           | NC     | NC     |
| Snježana Pejčić | Carabine 50 m 3 positions    | 584           | 6e            | 681.9  | 5e     |